# Стефурак Іван
Стефурáк Івáн Миколáйович (нар. 19 серпня 1948, с. Великий Ключів Коломийського району Івано-Франківської області) — український поет, економіст.

## Життєпис
Народився 19 серпня 1948 року в селі Великий Ключів Коломийського району Івано-Франківської області. Після середньої школи вчився в технічному училищі(1966—1967)[джерело не вказане 20820 днів]. Заочно[джерело не вказане 1524 дні] закінчив економічний факультет Львівського державного університету імені Івана Франка(1972). Працював слюсарем, економістом райфінвідділу, інженером-економістом лісокомбінату, служив у армії, тривалий час(29 років) очолював відділення банку в м. Коломиї, яке діяло під різними назвами — відділення Будбанку СРСР, Промінвестбанку, філія «Національний кредит». Зараз на пенсії. Трудиться в домашньому господарстві[джерело не вказане 1524 дні].

## Творчий доробок

### Автор поетичних збірок
- Словник трави — Ужгород. Карпати. 1991 — 64 с.
- Дорога мурашки — Коломия. Бібліотека Агро. 1992 — 48 с.
- Ранок подорожнього — Київ. Збірка «Хвиля». Український письменник.1992-39с.
- Горіхове листя — Коломия. Світ. 1993 — 64 с.
- Зелений шум — Коломия. Плин. 1993 -48 с.
- Світлини — Коломия. Вік. 1994 — 24 с.
- Живий вогонь — Коломия. Вік. 1996 -62 с.
- Причастя стеблини — Коломия. Вік. 1998—117 с.
- Спориш — Коломия. ЗР — Інформ. 2002 — 63 с.
- Ключі Великого Ключева — Івано-Франківськ. Гостинець. 2007—190с.
- Світло живих світильників — Коломия. Вік. 2009 — 62 с.
- Листя і лиця — Коломия. ЮКС. 2012 — 51 с.
- Попелястий птах (вірші для дітей) — Косів. Писаний Камінь. 2020 — 23 с.
- Світлінь - Київ. Майстер Книг  2022  - 94 с.
- Окремі поезії Івана Стефурака поміщені в Антології духовної поезії України — Львів. Світ. 1999. С. 735, та в Антології української поезії України — Київ. Гранослов. 2001. С.130.

### Автор прозової книги
- Повертають дороги з доріг — Косів. Писаний Камінь. 2016—126с.

## Відзнаки
- Лауреат премії «Благовіст». 2001.[5]

#### Відгуки
- Ясінський Я. Ключі Великого Ключева. Галицька Просвіта. — 2007. — 7 червня.
- Баран Є. Про що мовчить словник трави. Літературна Україна. — 2008. —30 жовтня.
- Дігай Т. Квиток до станції трави. Метроном. Тернопіль. Воля. — 2008. — С. 71.
- Сорока П. Жбан, розкручений назад. Слово Просвіти. — 2016. — 06 липня.
- Рябий В. Щоденник банкіра і поета. Вільний голос. Коломия. — 2016. — 30 червня.
- Васильчук М. Іван Горацій з-під Аршиці. Вільний голос, Коломия. — 2017. — 16 березня.